# الاختلافات النصية في رسالة بطرس الثانية
الاختلافات النصية في رسالة بطرس الثانية بالإنجليزي ( Textual variants in the Second Epistle of Peter ) هي موضوع دراسة الاختلافات النصية في المخطوطات او رجمات عندما يقوم الناسخ بإجراء تحريفات متعمدة أو غير مقصودة في مخطوطة على النص الذي يتم إعادة إنتاجه او ترجمته وترد في هذه المقالة أدناه قائمة مختصرة من المتغيرات النصية في هذي رسالة بالذات.

## الاختلافات النصية الموجودة
لأَنَّهُ لَمْ تَأْتِ نُبُوَّةٌ قَطُّ بِمَشِيئَةِ إِنْسَانٍ، بَلْ تَكَلَّمَ أُنَاسُ اللهِ الْقِدِّيسُونَ مَسُوقِينَ مِنَ الرُّوحِ الْقُدُسِ. ( بطرس الثانية 21:1 ) كلمة {القدسيون} غير موجودة في بردية 72 والفاتيكانية ومخطوطات اخرى, كما اقتبس أوغسطينوس النص الذي لا يحتوي على كلمة {القدسيون} 